# Mojzis Woskin-Nahartabi

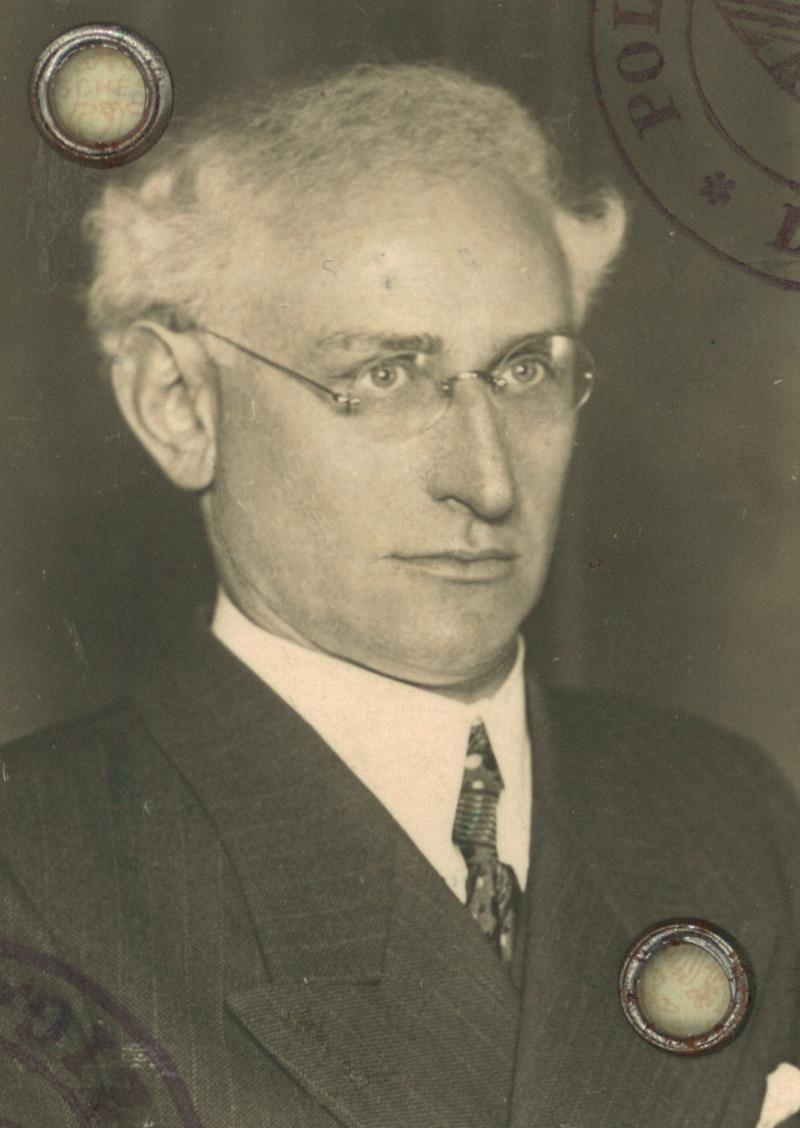
Bild aus Woskin-Nahartabis Pass von 1935.

Mojzis Woskin-Nahartabi (Namensvarianten: Mojssej/Mojsch Woskin-Nehartabi; geboren 16. Dezember 1884 in Nahartaw, heutige Ukraine; ermordet 1944 im KZ Auschwitz) war promovierter Hebraist, Autor, Gründer der Hebräisch-Privatschule „Techijja“ in Leipzig und Hebräisch-Dozent an der Universität Halle-Wittenberg. Er war einer der bedeutendsten Vertreter des Neuhebräischen in der Weimarer Republik.

## Leben und Ausbildung
Woskin-Nahartabi wuchs in einer deutsch-jüdischen Kolonie in Südrussland, der heutigen Ukraine, in einer bäuerlichen jüdischen Familie auf. Seine Großeltern mütterlicherseits waren schon mit der Ersten Alija nach Palästina ausgewandert und in Jerusalem verstorben. Woskin-Nahartabi studierte an einer deutschen Kolonialschule in Russland und einer Talmudschule in Litauen und wechselte dann an das Lehrerseminar in Frankfurt am Main, wo er 1905–1908 studierte. Gleichzeitig schloss er einen Lehrgang an der dortigen Vorbereitungsschule für rabbinische Berufe ab. 1912 erwarb er die Hochschulreife für deutsche Universitäten und wechselte nach Berlin, wo er sich für Geschichte und Philosophie immatrikulierte. Dort studierte er bei den Althistorikern Eduard Meyer und Hermann Dessau, dem Mediävisten Dietrich Schäfer und dem Soziologen Georg Simmel. Sein Studium an der Universität ergänzte er um Kurse an der Berliner Hochschule für die Wissenschaft des Judentums bei Ismar Elbogen, Eduard Baneth und Abraham Shalom Yahuda.
Da Personen mit ausländischer Staatsbürgerschaft Berlin während des Ersten Weltkriegs verlassen mussten, ging Woskin-Nahartabi nach Halle, wo er bis zu seiner Emigration nach Prag 1936 wirkte. Wohnhaft war er in Leipzig, wohin er den Schwerpunkt seiner aktivistischen Tätigkeit legte.
1929 erlangte Woskin-Nahartabi gemeinsam mit seiner Frau Fanja Woskin-Nahartabi (geb. Mittelmann am 1. August 1892 in Mogilew), einer promovierten Ärztin und praktizierenden Physiotherapeutin, und der gemeinsamen zweijährigen Tochter Tamara die deutsche Staatsangehörigkeit. Am 5. Februar 1934 wurde die Einbürgerung widerrufen, woraufhin die Familie Widerspruch einlegte. Am 27. November desselben Jahres wurde ihrem Widerspruch Recht gegeben und die Widerrufung aufgehoben.
Am 27. September 1933 wurde ihm aus antisemitischen Gründen der  „Auftrag zur Wahrnehmung der Aufgaben eines Lektors“ nach § 3 des sogenannten Gesetzes zur Wiederherstellung des Berufsbeamtentums entzogen. Er wurde als „Hilfsarbeiter“ weiter beschäftigt.

## Hebräisch
1921 brachte Woskin-Nahartabi ein hebräisches Lesebuch für Kinder heraus, unter dem Titel Liladenu, illustriert von Raphael Chamizer. Außerdem entwarf er einen Legekasten mit hebräischen Lettern zum Erlernen der hebräischen Schrift. Er verwendete dafür die in Leipzig durch Rafael Frank entwickelte Schrift Frank-Rühl.
In Leipzig gründete Woskin-Nahartabi 1923 die erste hebräische Privatschule in Deutschland mit dem Namen „Techijja“ („Wiederbelebung“). Teil dieser Schule für Erwachsene und Kinder war auch ein reformpädagogischer Kindergarten, der nach der Pädagogik von Friedrich Fröbel und Maria Montessori arbeitete. Finanziert wurde die Bildungseinrichtung unabhängig von der Gemeinde durch einen Schulverein. Unterrichtet wurde neben Alt- und Neuhebräisch auch jüdische Geschichte und Literatur sowie die Geografie Palästinas. Bemerkenswert an seiner Hebräisch-Pädagogik ist, dass die Sprachkurse für das moderne Hebräisch immer um Kurse in der arabischen Sprache ergänzt wurden.
Woskin-Nahartabi wurde 1924 bei Carl Brockelmann und Hans Bauer über Die Entwicklung der hebräischen Sprache von ihrem literarischen Beginn bis zur Vollendung des wissenschaftlichen Stiles promoviert, mit einem Fokus auf dem Mittelhebräischen der Mischna und der Midraschim.
1926 wurde er zum Lektor für Rabbinische Sprache und Literatur in Halle ernannt. Seit Herbst 1926 wurde seine Lehrtätigkeit an der Theologischen und an der Philosophischen Fakultät auch vergütet.

## Engagement für die jüdische Bildung in Leipzig und Prag
Seit 1925 war Woskin-Nahartabi Mitglied des Erziehungs-Ausschusses der Israelitischen Religionsgemeinde zu Leipzig. Ab 1935 intensivierte er sein Engagement und wirkte zusätzlich im Gemeinde-Vorstand und im Gesangsverein „Hasamir“ der Gemeinde. Als ab Ende der 1920er-Jahre die Auswanderungen aus Sachsen nach Palästina zunahmen, erfuhren seine Sprachkurse in der Schule „Techijja“ Zulauf durch jene, die hofften, durch Auswanderung der antisemitischen Verfolgung entgehen zu können. Auch Woskin-Nahartabi selbst versuchte erfolglos, eine Anstellung in Jerusalem zu bekommen.
1936 wurde Woskin-Nahartabi vom Obersten Rat der jüdischen Gemeinden in der Tschechoslowakei nach Prag eingeladen, wo er in der dortigen Jüdischen Kultusgemeinde Sprachkurse anbot und Lehrveranstaltungen organisierte. Gemeinsam mit Dr. Otakar Kraus gab er dort eine Reihe von Manuskripten zur Anleitung des jüdischen Religions-Unterrichts heraus: für Schavuot, für Tisha Be'Av, für Jom Kippur und weitere Feiertage, zu jüdischen Liedern, Liturgie und weiteren Themen. Er leitete in Prag außerdem das Rabbinische Proseminar, das 1938 seine ersten Absolventen feierte.

## Theresienstadt

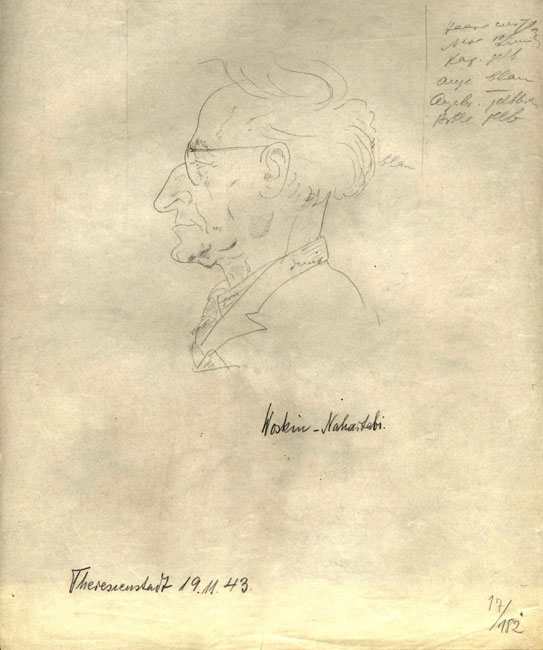
Woskin-Nahartabi in einer Zeichnung von Max Placek im Ghetto, 1943 (Collection of Yad Vashem's Museum of Holocaust Art)

Am 13. Juli 1943 wurden Tamara, Fanja und Mojzis Woskin-Nahartabi inhaftiert und aus Prag nach Theresienstadt deportiert. Selbst dort bot Mojzis Woskin-Nahartabi hebräische und arabische Sprachkurse an, um auf eine erhoffte Alija nach Palästina vorzubereiten. Seine Lehrbücher sind in Yad Vashem erhalten. Er stiftete damit die praktische Hoffnung, doch noch nach Palästina auswandern zu können. Auch hier ergänzte er die Hebräisch-Kurse um Lektionen in der arabischen Sprache und Vorträge zur jüdischen Geschichte. Woskin-Nahartabi war damit auch eine der Stützen des Theresienstädter Bildungswesens.
In Theresienstadt hatte die SS 1943 eine Bucherfassungsgruppe eingerichtet, deren Aufgabe es war, die Bücher der öffentlichen und privaten jüdischen Bibliotheken zu katalogisieren und für die Plünderung durch die SS vorzubereiten. Aus dem ganzen Reich und den eroberten Gebieten wurden Buchbestände nach Theresienstadt gebracht. Im Ghetto war diese Gruppe von bis zu 40 Intellektuellen als „Talmud-Kommando“ bekannt, als dessen Leiter der tschechische Judaist und Bücher-Sammler Otto Muneles bestimmt wurde. Weitere bekannte Mitglieder der Gruppe waren neben Woskin-Nahartabi der niederländische Historiker Isac Leo Seeligmann, der schließlich gemeinsam mit seinem Vater Sigmund Seeligmann seine eigene, von den Nazis konfiszierte Bibliothek sortieren musste.
Am 19. Oktober 1944 wurde die Familie Woskin-Nahartabi nach Auschwitz deportiert und dort ermordet.

## Ehrung
2013 widmete die Universität Halle-Wittenberg den 1933 aufgrund nationalsozialistischer Ideologie entlassenen Hochschullehrern einen Gedenkband mit dem Titel „Ausgeschlossen“. Darin wird auch Woskin-Nahartabi ausführlich erwähnt. Dem vorangegangen war ein Forschungsprojekt unter der Leitung von Prof. Friedemann Stengel.
2018–2019 wurde erstmals das Woskin-Stipendium für Promotionen im Alten Testament der Theologischen Fakultät Halle vergeben.

## Werke
- Die Entwicklung der hebräischen Sprache. Von ihrem literarischen Beginn bis zur Vollendung des wissenschaftlichen Stiles. Diss. phil. Halle 1924 (MS).
- לִילָדֵינוּ [Liladenu – FS]. Für unsere Kinder. Hebr. Lesebuch. Von Mojssej Woskin-Nehartabi, illustriert von Raphael Chamizer. Leipzig 1921.
- לתינוקות מקראה זעירה, Neuzeitliche hebräische Kursivschrift. Vorgetragen den Religionslehrern an den Fortbildungskursen in Prag, Teplitz-Schönau und Boskowitz im Schuljahr 1937/38, Novodobé hebrejské psací písmo.  Předneseno učitelům náboženství v pokračovacích kursech v Praze, Teplicích Šanově – Teplitz-Schönau a Boskovicích v školním roce 1937/38, Prag [?] ca. 1937.